# Kostel svatého Mikuláše (Pražské podměstí)
Kostel svatého Mikuláše je zaniklý farní kostel, který byl připomínán již k roku 1346 a nacházel se přibližně v místech dnešního náměstí 28. října v Hradci Králové. Některými autory je přímo zasazován do míst, kde se později nacházel zájezdní hostinec Na Špici.

## Stavební popis
Není znám. Ví se jen, že byl postaven převážně z kamene a v malé míře z cihel. Později byl na jeho místě vyzdvižen sloup s obrazem sv. Mikuláše, u kterého zastavovala církevní procesí. Jeho poloha je známa z mapy města z roku 1745.

## Historie
Kostel je v písemných pramenech připomínán již k roku 1346. V listině, která je datována 13. únorem tohoto roku, je zmiňován jeho farář Petr, jediný dosud známý podle jména. Tento objekt však mohl vzniknout již v polovině 13. století nebo i dříve. Kostel sloužil jako farní pro západní část Pražského podměstí a odváděl 18 grošů papežského desátku, tedy nejvíce ze všech královéhradeckých předměstských kostelů. Patronátní právo ke kostelu měly královéhradecké dominikánky a Půta z Častolovic. Zasvěcení kostela dalo jméno jedné z hlavních ulic na Pražském Předměstí –⁠ Svatomikulášská, dnešní Dukelská třída. Roku 1436 byl kostel sv. Mikuláše z rozkazu kněze Ambrože (spolu s kostelem sv. Petra a sv. Kříže) zhanoben, rozbořen a k jeho obnově již nikdy nedošlo. Sama farnost tedy nejspíše bez kostela zanikla.

## Pověsti
K tomuto kostelu se pojí některé lidové pověsti, které sebral obecní kronikář František Ladislav Sál. (V klášteřišti a V klášterních troskách)